# Рајак Павићевић
Рајак Павићевић (Бајина Башта, 1918—Београд, 1942) био је учитељ и учесник Народноослободилачке борбе.
Рођен је 2. септембра 1918. године у Бајиној Башти, где је завршио Основну школу, а Гимназију и Учитељску школу у Ужицу. По одслужењу војног рока службовао у Шталковцу, код Кратова (Македонија), где га је и затекао Други светски рат. Кратко је био у заробљеништву у Бугарској, одакле је побегао и вратио се у Бајину Башту. Потом је кратко учитељевао у Црвици. Кад је дигнут устанак против окупатора, прикључио се покрету и био један од његових главних предводника.
Изненада је поново заробљен, јануара 1942. године, одведен на Бањицу и тамо стрељан 31. јула 1942. године.
Као ђаку основне школе у Бајиној Башти и истакнутом борцу за слободу, а у знак признања, 25. маја 1958. године, донесена је одлука да школа носи његово име.